# إدواردو مندوزا هيريرا
إدواردو مندوزا هيريرا (بالإسبانية: Eduardo Mendoza Herrera)‏ (19 مايو 1993 - ) هو لاعب كرة قدم مكسيكي في مركز الهجوم.

## وصلات خارجية
- إدواردو مندوزا هيريرا على موقع قاعدة بيانات كرة القدم.إي يو (الإنجليزية)